# 阿爾巴主教座堂
阿爾巴主教座堂（義大利語：Cattedrale di San Lorenzo; Duomo di Alba）是義大利城鎮阿爾巴的一座天主教的主教座堂，奉獻給羅馬的聖老楞佐。這座教堂是天主教阿爾巴教區的主教座所在地。教堂外觀屬於羅曼式建築。

## 歷史
|  |

教堂所在地最早的建築可能修建於5世紀末期。隨後在遺跡的原址上修建了羅曼式建築。現在的建築建於最初建築的原址上，修建時期是12時期前半期，建築材質是紅磚。
在12世紀和15世紀時，阿爾巴主教座堂按後期哥特式建築風格進行了改建。15世紀時，主教安德烈·諾維利（Andrea Novelli）重建了這座教堂。他在1484年到達阿爾巴，發現教堂年久失修。教堂最重要的翻新是在1652年，以修復1626年地震造成的損壞。在地震之後，中殿的天花板坍塌。而這次修復則恢復了天花板，並新建了兩條側走廊。教堂最近一次大修是在1867年至1878年，而這次大修亦變更了教堂的外觀和內裝。這次大修的部分包括屋頂、走廊拱頂、重建半圓形後殿、修復外立面、打開側窗及更換路面。

## 最近的改建
2007年的修復工程包括了供暖設施。這次修復的資金由銀行支援。在聖禮禮拜堂前走廊的考古發掘中發現了一個古代洗禮池，還發現了約100個墳墓，其中大多是16和18世紀的兒童墳墓。過去經常有利用墓地空間作為修建洗禮堂的案例。
這次翻新使得教區考慮進行新的翻新。2008年，阿爾巴主教座堂成立了一個評估委員會。翻新的費用由教區承擔。

## 建築和配件

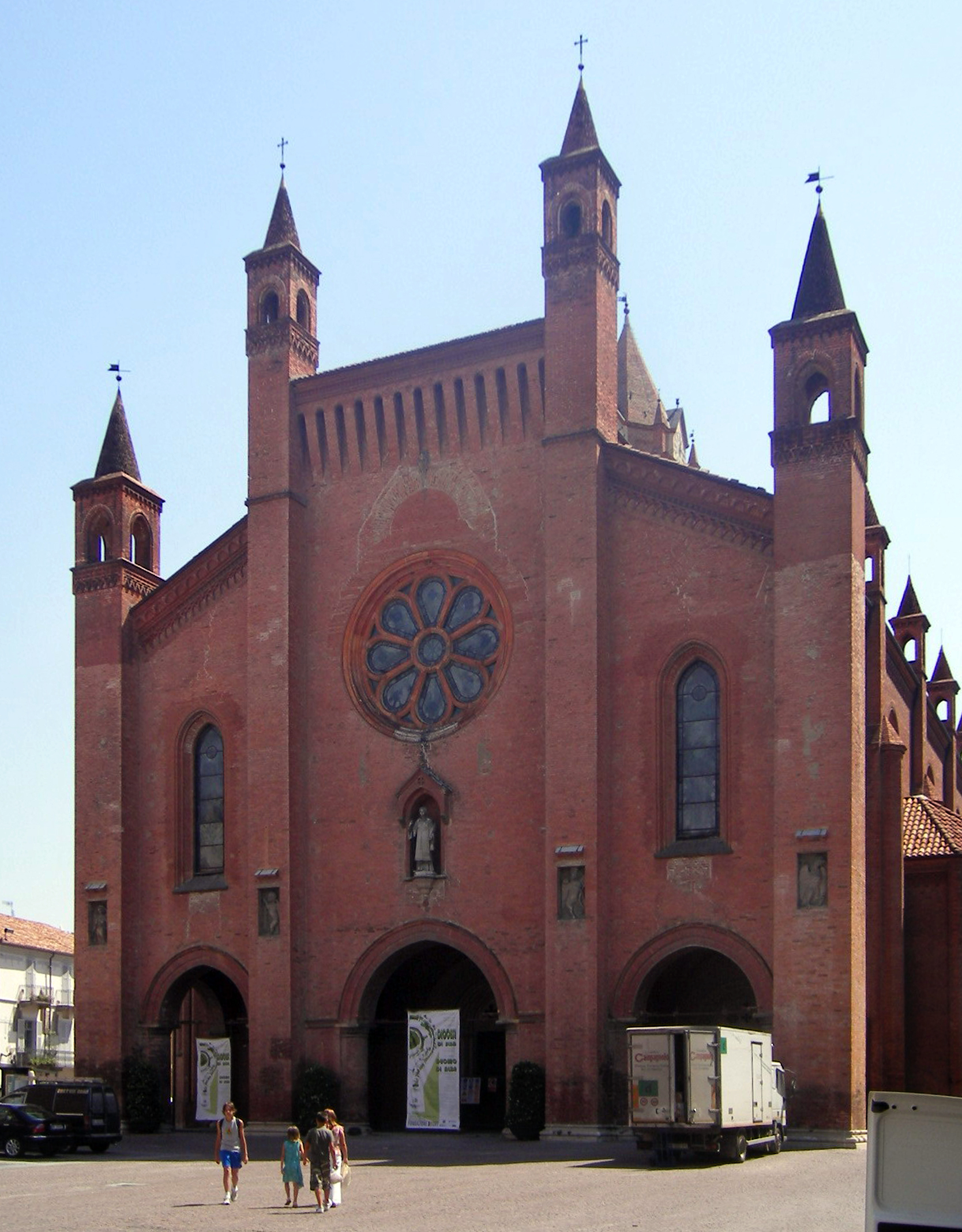
外立面

阿爾巴主教座堂有一個中殿和兩個走廊，外觀是拉丁十字形。右側的第一個禮拜堂是聖十字禮拜堂。教堂的聖壇使用梅拉風格設計，左側是新哥德式風格的牆壁。教堂收藏有18世紀的「聖約瑟夫」畫作。管風琴則製作於1876年。教堂現在的鐘樓修建於12世紀，完全覆蓋了最初的種類。

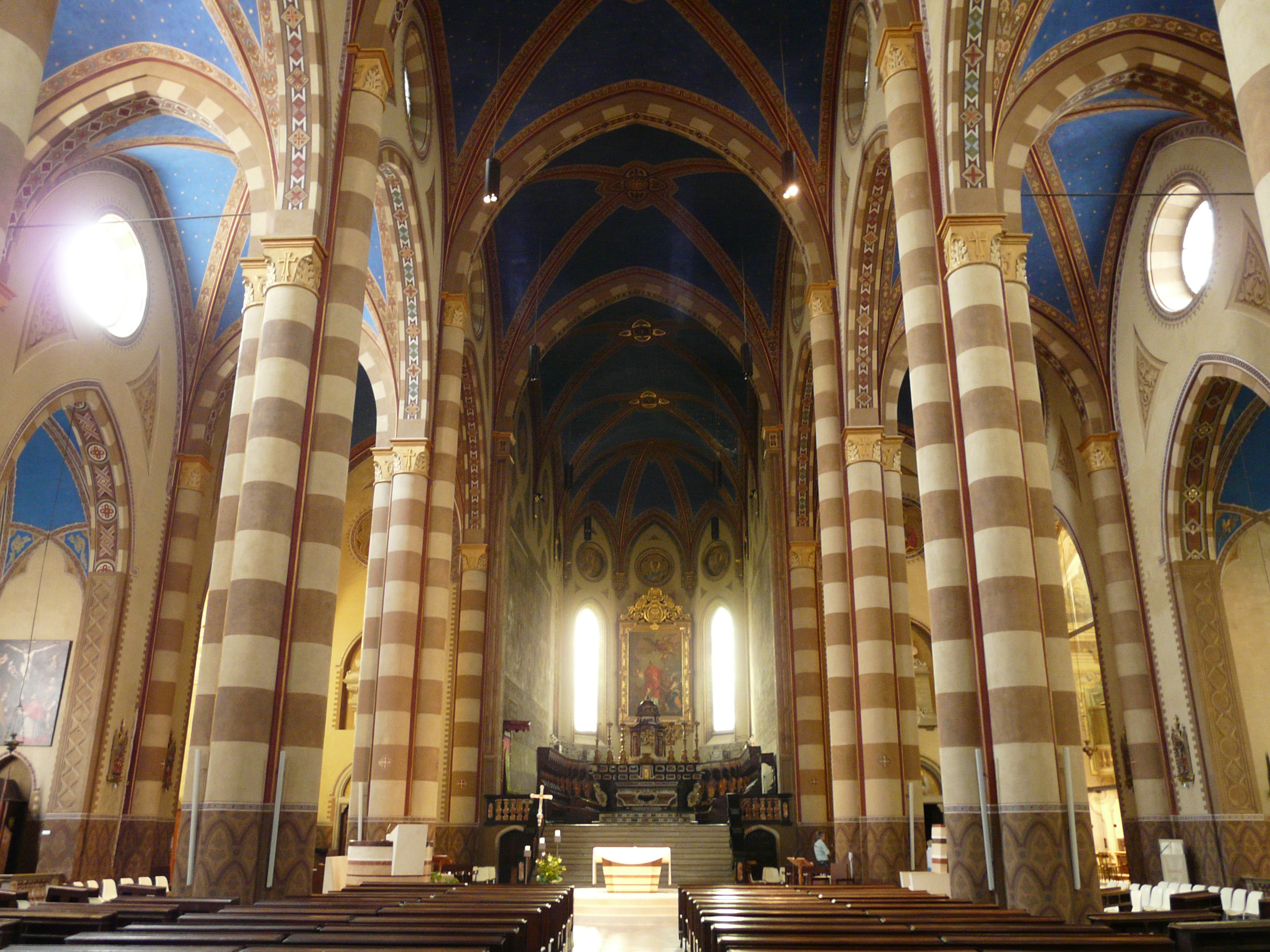
中殿

阿爾巴主教座堂以其木質合唱團座席而著稱。這些座席修建於1512年，設計者是貝納迪諾·佛薩提（Bernardino Fossati）。座席分為兩個半圓形，共有35個座位。中央的一個座位是主教的作為，兩側的各17個座位則是兒童的座位。各座位之間由刻有植物圖案的扶手隔開。
一座修建於1872年的小聖壇獻給聖巴沃。聖壇上的油畫代表聖巴沃，由藝術家路易吉·莫加利繪製。
由建築家Ugo Della Piana在1991年設計的洗禮禮拜堂收藏有畫作「耶穌受洗」。